# Pterochilus hostis
Pterochilus hostis är en stekelart som beskrevs av Nurse. Pterochilus hostis ingår i släktet Pterochilus och familjen Eumenidae. Inga underarter finns listade i Catalogue of Life.